# Vicepresidente della Commissione europea
Il vicepresidente della Commissione europea è un membro della Commissione europea che rappresenta il presidente e guida la commissione nel caso in cui quest'ultimo sia assente. Di solito è ulteriormente responsabile di uno dei portafogli di commissario istituiti e distribuiti dal presidente della Commissione. La funzione specifica di vicepresidente è delegata dal presidente, ad eccezione delle responsabilità speciali che i trattati attribuiscono all'Alto rappresentante dell'Unione nella sua veste di vicepresidente della Commissione. Attualmente vi sono sei vicepresidenti esecutivi della Commissione, incluso l'Alto rappresentante.

## Nomina
A seguito dell'elezione del Presidente della Commissione da parte del Parlamento europeo attraverso le elezioni europee, il Consiglio adotta, in accordo con il Presidente della Commissione, un elenco dei membri proposti al Parlamento per formare il Collegio dei Commissari, comprendente lo stesso Presidente e l'alto rappresentante. Ai commissari così nominati il presidente assegna le singole responsabilità politiche e amministrative all'interno della Commissione, queste responsabilità sono incluse nei portafogli o dipartimenti. Inoltre il presidente designa tra i suoi membri i vicepresidenti diversi dall'alto rappresentante dell'Unione. Dopo una fase di audizioni individuali dinanzi alle corrispondenti commissioni parlamentari, tutti i commissari nominati sono sottoposti congiuntamente al voto di approvazione dell'Assemblea, dopo il quale esito a favore saranno investiti e, nominati dal Consiglio europeo, presteranno giuramento ed entreranno in possesso delle loro funzioni.
Poiché l'organizzazione interna della Commissione e la distribuzione delle sue funzioni tra i commissari, nonché la loro modifica, sono prerogativa esclusiva del presidente della Commissione, esso può modificarla in qualsiasi momento, ciò significa che è possibile ritirare una vicepresidenza a un commissario che ha ricoperto la carica (ad eccezione dell'alto rappresentante dell'Unione) o rimuovere lo stesso.

### Stipendi
Gli stipendi della Commissione sono fissati come percentuale del massimo grado di servizio pubblico. I vicepresidenti sono pagati al 125% (€ 22.122,10 al mese), rispetto al 112,5% (€ 19.909,89) per i Commissari normali e al 138% (€ 24.422,80) per il Presidente. Tuttavia, il vicepresidente che funge anche da alto rappresentante è pagato al 130% (€ 23.006,98). Oltre a queste cifre ve ne sono ulteriori.

### Cessazione
I vicepresidenti della Commissione possono cessare da questa funzione in qualsiasi momento, su decisione del presidente, senza implicare necessariamente che cessino di essere commissari.
Possono anche cessare la funzione di commissari, in caso di decesso, d'incapacità dettata da una sentenza della Corte di giustizia su richiesta del Collegio dei Commissari o del Consiglio, a seguito di dimissioni individuali o collettive, volontarie o forzate su richiesta del Presidente della Commissione, o a seguito dell'approvazione di una mozione di censura da parte della maggioranza dei due terzi del Parlamento europeo.
Diversamente dal resto dei Commissari, e poiché l'esistenza dei vicepresidenti è facoltativa, le loro dimissioni da vicepresidenti comportano l'immediata revoca delle loro funzioni in quanto tali. È possibile che vi siano vicepresidenti che agiscono quando l'intero collegio si trova in una situazione intermedia.
Occorre sottolineare l'eccezione al licenziamento dell'Alto rappresentante dell'Unione in qualità di vicepresidente della Commissione e, in caso di dimissioni forzate, è necessario che l'approvazione del Consiglio europeo sia efficace. Inoltre, l'approvazione da parte del Parlamento europeo di una mozione di censura riguarderà solo l'alto rappresentante nell'esercizio delle sue funzioni in seno alla Commissione.

## Funzioni
Le funzioni specifiche corrispondenti ai vicepresidenti della Commissione in quanto tali non sono stabilite dai trattati né dal regolamento interno della Commissione. Questo vuoto giuridico determina anche un'apprezzabile vaghezza funzionale, in modo tale che il valore aggiunto di una vicepresidenza sia effettivamente determinato dal sostegno politico che la fiducia qualificata del suo presidente concede. Tuttavia, si dovrebbero notare due funzioni specifiche (sebbene molto generiche) che corrispondono in ogni caso a ciascuno dei vicepresidenti in quanto tali, vale a dire:
- l'assistenza generale al presidente della Commissione europea nell'esercizio delle sue funzioni;
- la sostituzione temporanea del presidente nelle sue funzioni quando è assente dal territorio dell'Unione o cessa nelle sue funzioni, nonché la presidenza delle riunioni settimanali del Collegio dei Commissari quando il presidente non vi partecipa, il tutto nell'ordine del protocollo determinato dal presidente;
- quelle espressamente delegate dal presidente della Commissione, nella sua lettera di nomina o durante il loro mandato come vicepresidenti.

## Primo Vicepresidente
È consuetudine che, nella formazione del Collegio, il presidente della Commissione distingua uno o più dei suoi vicepresidenti dagli altri, sia su rigide scale gerarchiche che funzionali, conferendogli una preminenza più o meno chiara su tutto il resto del Collegio dei Commissari, che è generalmente incorporato nell'assegnazione di tre funzioni aggiuntive:
- una funzione generale di coordinamento politico del collegio e dei suoi membri, con l'assistenza del segretariato generale della Commissione;
- la sostituzione, su base preferenziale, del presidente della Commissione e la sua rappresentanza istituzionale negli atti in cui è assente, nonché quella del collegio;
- la direzione della politica di comunicazione comunitaria.

Il Primo Vicepresidente è il "numero due" nella scala gerarchica interna del Collegio e il suo peso politico è, pertanto, maggiore di quello degli altri commissari, compresi gli altri vicepresidenti.

## L'Alto rappresentante
Dopo l'entrata in vigore del trattato di Lisbona il 1º dicembre 2009, la nuova figura dell'alto rappresentante dell'Unione per la politica di sicurezza, sarà naturalmente uno dei vicepresidenti della Commissione europea. Questa nuova posizione, che la Costituzione europea aveva battezzato con il nome di ministro degli Esteri dell'Unione, riunisce quindi le attribuzioni precedentemente svolte da tre alti funzionari: l'alto rappresentante del Consiglio per la politica estera e di sicurezza comune, il commissario europeo per gli Affari esteri e il ministro degli Affari esteri dello Stato membro, che ricoprirà sempre la presidenza semestrale del Consiglio dell'Unione europea, nelle sue funzioni di presidente del Consiglio Affari esteri. Pertanto, le sue funzioni superano di gran lunga il quadro della Commissione, ma al suo interno ha responsabilità che, a differenza di quanto accade con il resto dei vicepresidenti, i trattati qui esposti illustrano in dettaglio.
Fatte salve quelle che possono corrispondere anche a lui come a un altro vicepresidente o come commissario, l'alto rappresentante esercita, in qualità di vicepresidente della Commissione (AR/VP), le seguenti funzioni:
- è responsabile della attribuzioni che incombono alla Commissione nel campo delle relazioni internazionali;
- coordina gli altri aspetti dell'azione esterna dell'Unione;
- garantisce la coerenza politica della missione esterna dell'Unione nell'insieme.

## Vicepresidenza (2024-)

### Vicepresidenti esecutivi
- Teresa Ribera Rodríguez: Prima Vicepresidente esecutiva della Commissione europea per una transizione pulita, giusta e competitiva (Commissaria europea per la concorrenza).
- Henna Virkkunen: Vicepresidente esecutiva della Commissione europea per la sovranità tecnologica, la sicurezza e la democrazia (Commissaria europea per le tecnologie digitali e di frontiera).
- Stéphane Séjourné: Vicepresidente esecutivo della Commissione europea per la prosperità e la strategia industriale. (Commissario europeo per l'industria, l'imprenditoria, le piccole e medie imprese e il mercato unico).
- Kaja Kallas: Vicepresidente esecutiva della Commissione europea[3] (Alta rappresentante dell'Unione per gli affari esteri e la politica di sicurezza).
- Roxana Mînzatu: Vicepresidente esecutivo della Commissione europea per i diritti sociali e le competenze, i posti di lavoro di qualità e la preparazione (Commissaria europea per le competenze, l'istruzione, la cultura, il lavoro e i diritti sociali).
- Raffaele Fitto: Vicepresidente esecutivo della Commissione europea per la coesione e le riforme (Commissario europeo per la politica regionale e di coesione, lo sviluppo regionale, le città e le riforme).

Nella Commissione von der Leyen II non è prevista la presenza di Vicepresidenti non esecutivi, come invece era accaduto nella precedente Commissione von der Leyen I.